# Tour de l'Ain
Tour de l'Ain, også kendt som Prix de l'Amitié, er et fransk etapeløb i landevejscykling som er en del af UCI Europe Tour. Løbet er blevet arrangeret siden 1989, men blev først tilladt for professionelle i 1993. I dag har løbet status som 2.1. Løbet foregår i nærheden af Jurabjergene.

## Vindere
| År                 | Vinder                     | Toer               | Treer                  |
| ------------------ | -------------------------- | ------------------ | ---------------------- |
| for amatører       |                            |                    |                        |
| 1989               | Serge Pires-Leal           |                    |                        |
| 1990               | Denis Moretti              | Patrick Vallet     | Andrzej Sypytkowski    |
| 1991               | Éric Drubay                |                    |                        |
| 1992               | Denis Leproux              | Jean-Luc Jonrond   | Thomas Bay             |
| for professionelle |                            |                    |                        |
| 1993               | Emmanuel Magnien           | Pascal Hervé       | Marc Thévenin          |
| 1994               | Lylian Lebreton            | Gilles Delion      | Jean-Christophe Currit |
| 1995               | Emmanuel Hubert            | Christophe Moreau  | Christophe Agnolutto   |
| 1996               | David Delrieu              | Jean-Luc Masdupuy  | Christophe Rinero      |
| 1997               | Bobby Julich               | Fabrice Gougot     | Yvon Ledanois          |
| 1998               | Cristian Gasperoni         | Alessio Galletti   | Vincent Cali           |
| 1999               | Grzegorz Gwiazdowski       | Christopher Jenner | Maurizio De Pasquale   |
| 2000               | Sergej Jakovlev            | Thierry Loder      | Christopher Jenner     |
| 2001               | Ivailo Gabrovski           | David Delrieu      | Christophe Oriol       |
| 2002               | Christophe Oriol           | Richard Virenque   | Ludovic Turpin         |
| 2003               | Axel Merckx                | Samuel Dumoulin    | Jérôme Pineau          |
| 2004               | Jérôme Pineau              | Leif Hoste         | Jurgen Van Goolen      |
| 2005               | Carl Naibo                 | Ludovic Turpin     | Samuel Plouhinec       |
| 2006               | Cyril Dessel               | Noan Lelarge       | Xavier Florencio       |
| 2007               | John Gadret                | Ludovic Turpin     | Bauke Mollema          |
| 2008               | Linus Gerdemann            | David Moncoutié    | Stéphane Goubert       |
| 2009               | Rein Taaramäe              | Chris Horner       | David Moncoutié        |
| 2010               | Haimar Zubeldia            | Wout Poels         | David Moncoutié        |
| 2011               | David Moncoutié            | Wout Poels         | Leopold König          |
| 2012               | Andrew Talansky            | Sergio Pardilla    | Daniel Navarro         |
| 2013               | Romain Bardet              | Luis León Sánchez  | John Gadret            |
| 2014               | Bert-Jan Lindeman          | Romain Bardet      | Daniel Martin          |
| 2015               | Alexandre Geniez           | Florian Vachon     | Pierre Latour          |
| 2016               | Sam Oomen                  | Bart De Clercq     | Pierre Latour          |
| 2017               | Thibaut Pinot              | David Gaudu        | Alexandre Geniez       |
| 2018               | Arthur Vichot              | Nicolas Edet       | Rein Taaramäe          |
| 2019               | Thibaut Pinot              | Mathias Frank      | Rein Taaramäe          |
| 2020               | Primož Roglič              | Egan Bernal        | Nairo Quintana         |
| 2021               | Michael Storer             | Harm Vanhoucke     | Matteo Badilatti       |
| 2022               | Guillaume Martin           | Mattias Skjelmose  | Rudy Molard            |
| 2023               | Michael Storer             | Kenny Elissonde    | Nicolas Prodhomme      |
| 2024               | Jefferson Alexander Cepeda | Rémi Capron        | Stefano Oldani         |
| 2025               |                            |                    |                        |